# Bayan-Uul, Govi-Altai
Bayan-Uul (tiếng Mông Cổ: Баян-Уул) là một sum của tỉnh Govi-Altai ở miền tây Mông Cổ. Vào năm 2009, dân số của sum là 2.943 người.

## Địa lý
Sum có diện tích khoảng 5.836 km2. Trung tâm sum, Bayan, nằm cách tỉnh lỵ Altai 100 km và thủ đô Ulaanbaatar 852 km.

### Khí hậu
Bayan-Uul có khí hậu bán khô hạn. Nhiệt độ trung bình hàng năm trong khu vực là 4 °C. Tháng ấm nhất là tháng 6, khi nhiệt độ trung bình là 23 °C và lạnh nhất là tháng 1, với −19 °C. Lượng mưa trung bình hàng năm là 148 mm. Tháng ẩm ướt nhất là tháng 7, với lượng mưa trung bình là 33 mm, và khô nhất là tháng 1, với 3 mm.

## Kinh tế
Sum có một trường học, bệnh viện, trung tâm thương mại và nhà văn hóa.